# Palais de Saxe-Lauenbourg
Le palais de Saxe-Lauenbourg (en tchèque, Sasko-Lauenbursky palac) est constitué d'une paire de maisons Renaissance, situées dans le quartier de Hradčany, à Prague, sur la place Hradčany, n ° 63/9 (Maison Rosenberg) et 62/10 (salle capitulaire). Les deux maisons sont protégées en tant que monuments culturels.

## Galerie

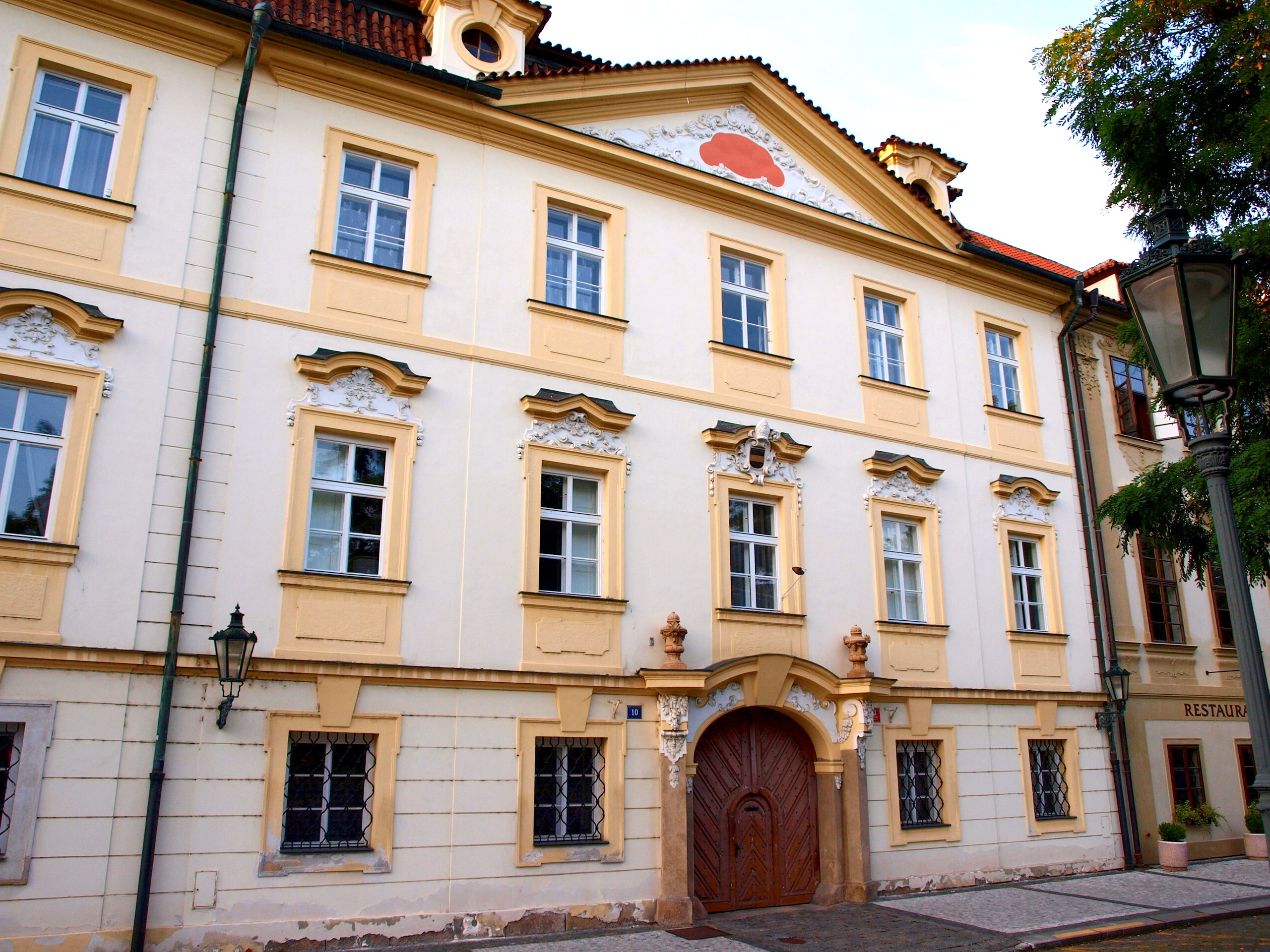
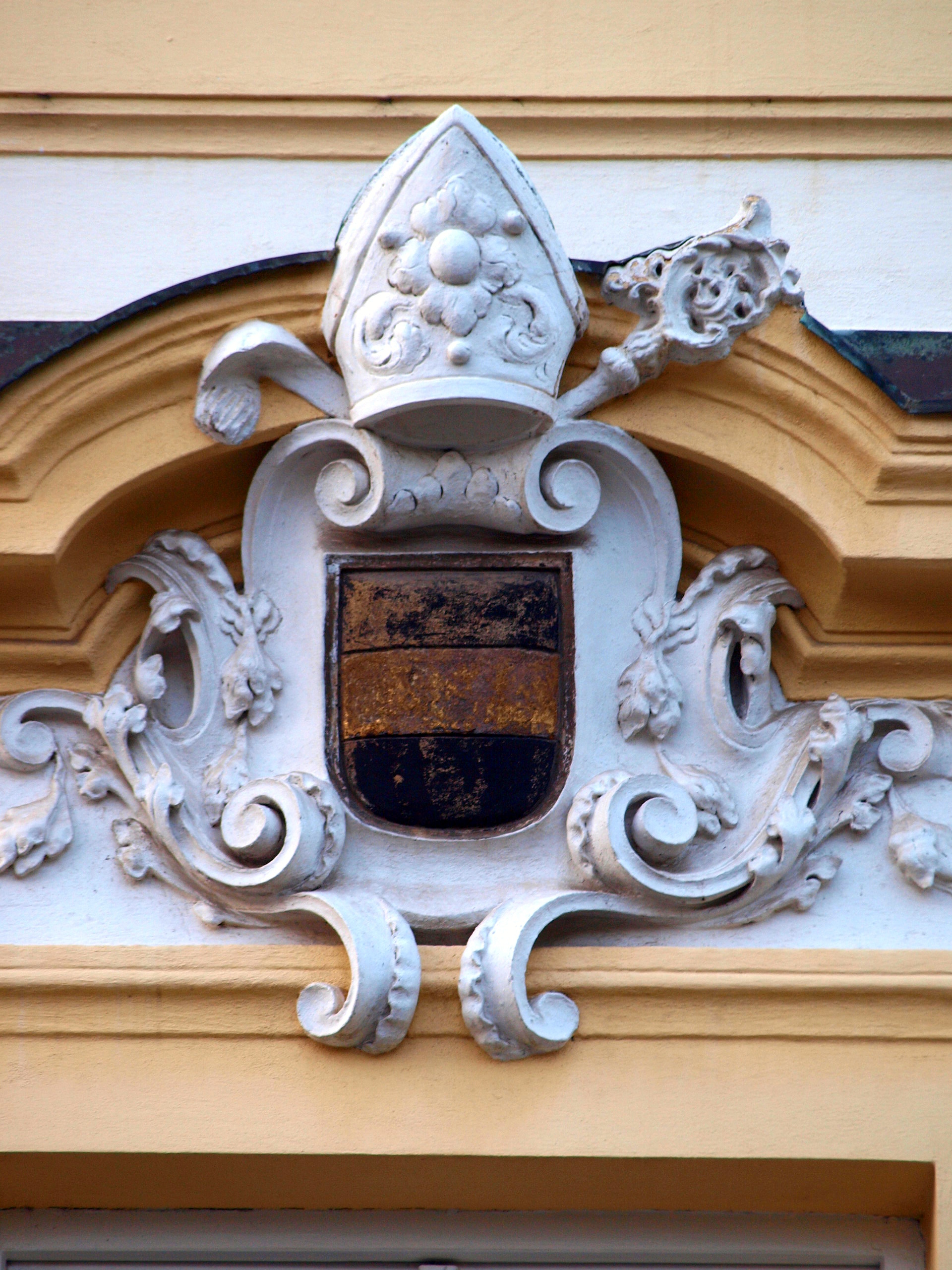
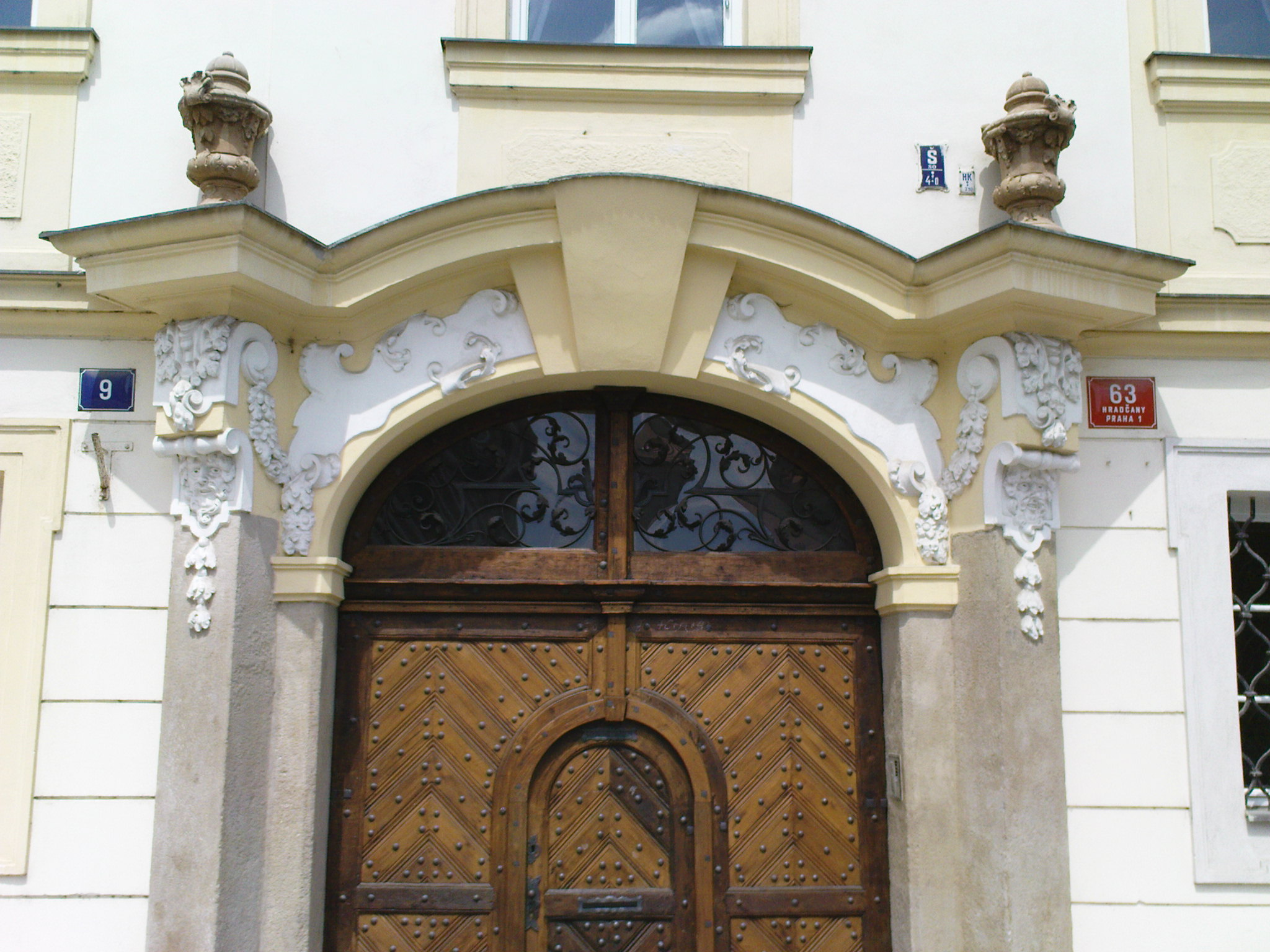